# Lista de géneros de mamíferos

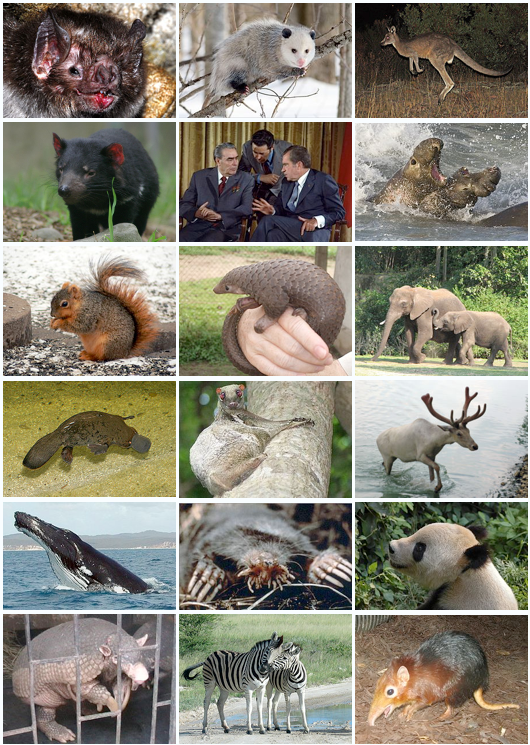
Diversidade de mamíferos.

Esta é uma lista completa de gêneros de mamíferos. A lista inclui cerca de 2000 géneros, classificados em 29 ordens.
- Ver também: Lista de gêneros de aves

## OrdemMonotremata
- Família Tachyglossidae
  - Tachyglossus | Zaglossus +

- Família Ornithorhynchidae
  - Ornithorhynchus +
  - ornitorrinco+

## OrdemDidelphimorphia
- Família Didelphidae
  - Caluromys | Caluromysiops + | Glironia + | Chironectes + | Didelphis | Gracilinanus | Hyladelphys + | Lestodelphys + | Lutreolina + | Marmosa | Marmosops | Metachirus + | Micoureus | Monodelphis | Philander | Thylamys | Tlacuatzin +

## OrdemPaucituberculata
- Família Caenolestidae
  - Caenolestes | Lestoros + | Rhyncholestes +

## OrdemMicrobiotheria
- Família Microbiotheriidae
  - Dromiciops +

## OrdemNotoryctemorphia
- Família Notoryctidae
  - Notoryctes

## OrdemDasyuromorphia
- Família Thylacinidae
  - Thylacinus + (extinto)

- Família Myrmecobiidae
  - Myrmecobius

- Família Dasyuridae
  - Dasycercus + | Dasykaluta + | Dasyuroides + | Dasyurus | Myoictis | Neophascogale + | Parantechinus + | Phascolosorex | Pseudantechinus | Sarcophilus + | Antechinus | Micromurexia + | Murexechinus + | Murexia + | Paramurexia + | Phascomurexia + | Phascogale | Antechinomys + | Ningaui | Sminthopsis | Planigale

## OrdemPeramelemorphia
- Família Thylacomyidae
  - Macrotis

- Família Chaeropodidae
  - Chaeropus +

- Família Peramelidae
  - Isoodon | Perameles | Echymipera | Microperoryctes | Rhynchomeles + | Peroryctes+ Pernilongo

## OrdemDiprotodontia
- Família Phascolarctidae
  - Phascolarctos +

- Família Vombatidae
  - Lasiorhinus | Vombatus +

- Família Burramyidae
  - Burramys + | Cercartetus

- Família Phalangeridae
  - Ailurops | Phalanger | Spilocuscus | Trichosurus | Wyulda +

- Família Pseudocheiridae
  - Hemibelideus + | Petauroides + | Petropseudes + | Pseudocheirus + | Pseudochirulus | Pseudochirops

- Família Petauridae
  - Dactylopsila | Gymnobelideus + | Petaurus

- Família Tarsipedidae
  - Tarsipes +

- Família Acrobatidae
  - Acrobates + | Distoechurus +

- Família Macropodidae
  - Lagorchestes | Macropus | Dendrolagus | Dorcopsis | Dorcopsulus + | Onychogalea | Petrogale | Setonix + | Thylogale | Wallabia + | Lagostrophus

- Família Hypsiprymnodontidae
  - Hypsiprymnodon +

- Família Potoroidae
  - Aepyprymnus + | Bettongia | Caloprymnus + | Potorous

## (Placentários)

### OrdemAfrosoricida
- Família Tenrecidae
  - Geogale + | Limnogale + | Microgale | Oryzorictes | Micropotamogale | Potamogale + | Echinops + | Hemicentetes | Setifer + | Tenrec +

- Família Chrysochloridae
  - Carpitalpa + | Chlorotalpa | Chrysochloris | Eremitalpa + | Amblysomus | Calcochloris | Neamblysomus

### OrdemMacroscelidea
- Família Macroscelididae
  - Elephantulus | Macroscelides + | Petrodromus + | Rhynchocyon

### OrdemTubulidentata
- Família Orycteropodidae
  - Orycteropus +

### OrdemHyracoidea
- Família Procaviidae
  - Dendrohyrax | Heterohyrax + | Procavia +

### OrdemProboscidea
- Família Elephantidae
  - Elephas + | Loxodonta

### OrdemSirenia
- Família Dugongidae
  - Dugong + | Hydrodamalis +

- Família Trichechidae
  - Trichechus

### OrdemCingulata
- Família Dasypodidae
  - Dasypus | Calyptophractus | Chlamyphorus + | Euphractus + | Zaedyus + | Cabassous | Priodontes + | Tolypeutes

### OrdemPilosa
- Família Bradypodidae 
  - Bradypus

- Família Megalonychidae 
  - Choloepus

- Família Cyclopedidae 
  - Cyclopes +

- Família Myrmecophagidae
  - Myrmecophaga + | Tamandua

## OrdemScandentia
- Família Tupaiidae
  - Anathana + | Dendrogale | Tupaia | Urogale +

- Família Ptilocercidae
  - Ptilocercus +

## OrdemDermoptera
- Família Cynocephalidae
  - Cynocephalus + | Galeopterus +

## OrdemPrimates

### Sub-Ordem -Strepsirrhini
- Família Cheirogaleidae
  - Allocebus | Cheirogaleus | Microcebus | Mirza + | Phaner

- Família Lemuridae
  - Eulemur | Hapalemur | Lemur + | Prolemur + | Varecia

- Família Lepilemuridae
  - Lepilemur

- Família Indriidae
  - Avahi | Indri + | Propithecus

- Família Daubentoniidae
  - Daubentonia +

- Família Lorisidae
  - Arctocebus | Loris | Nycticebus | Perodicticus + | Pseudopotto +

- Família Galagidae
  - Euoticus | Galago | Otolemur

### Sub-Ordem -Haplorrhini
- Família Cebidae
  - Saguinus | Callimico + | Callithrix | Leontopithecus | Cebus | Saimiri

- Família Atelidae
  - Ateles | Brachyteles | Lagothrix | Oreonax + | Alouatta

- Família Aotidae
  - Aotus

- Família Pitheciidae
  - Callicebus | Cacajao | Chiropotes | Pithecia

- Família Cercopithecidae
  - Allenopithecus + | Macaca | Cercocebus | Cercopithecus | Chlorocebus | Erythrocebus + | Lophocebus | Mandrillus | Miopithecus | Papio | Theropithecus + | Colobus | Nasalis + | Piliocolobus | Presbytis | Procolobus + | Pygathrix | Rhinopithecus | Semnopithecus | Simias + | Trachypithecus

- Família Hylobatidae
  - Bunopithecus + | Hylobates | Nomascus | Symphalangus +

- Família Hominidae
  - Gorilla | Homo + | Pan | Pongo

- Família Tarsiidae
  - Tarsius

## OrdemRodentia
- Família Aplodontiidae
  - Aplodontia +

- Família Sciuridae
  - Ratufa | Sciurillus + | Microsciurus | Rheithrosciurus + | Sciurus | Syntheosciurus + | Tamiasciurus | Aeretes | Belomys + | Biswamoyopterus + | Eoglaucomys + | Eupetaurus + | Glaucomys | Hylopetes | Iomys | Petaurillus | Petaurista | Petinomys | Pteromyscus + | Trogopterus + | Callosciurus | Sundasciurus | Dremomys | Exilisciurus | Funambulus | Glyphotes + | Hyosciurus | Lariscus | Menetes + | Nannosciurus + | Prosciurillus | Rhinosciurus + | Rubrisciurus + | Tamiops | Atlantoxerus + | Spermophilopsis + | Xerus | Epixerus + | Funisciurus | Heliosciurus | Myosciurus + | Paraxerus | Protoxerus | Sciurotamias | Spermophilus | Ammospermophilus | Cynomys | Marmota | Tamias

- Família Gliridae
  - Graphiurus | Chaetocauda + | Dryomys | Eliomys | Muscardinus + | Myomimus | Selevinia + | Glirulus + | Glis +

- Família Geomyidae
  - Cratogeomys | Geomys | Orthogeomys | Pappogeomys | Thomomys | Zygogeomys +

- Família Castoridae
  - Castor

- Família Heteromyidae
  - Dipodomys | Microdipodops | Perognathus | Chaetodipus | Heteromys | Liomys

- Família Dipodidae
  - Allactaga | Allactodipus + | Pygeretmus | Cardiocranius + | Salpingotulus | Dipus + | Eremodipus + | Jaculus | Paradipus + | Stylodipus | Euchoreutes + | Sicista | Eozapus + | Napaeozapus + | Zapus

- Família Nesomyidae
  - Monticolomys + | Nesomys | Voalavo + | Eliurus | Gymnuromys + | Hypogeomys + | Macrotarsomys | Brachytarsomys | Petromyscus | Beamys | Cricetomys | Saccostomus | Delanymys + | Dendromus | Dendroprionomys + | Malacothrix + | Megadendromus + | Prionomys + | Steatomys | Mystromys +

- Família Cricetidae
  - Sub-família Arvicolinae
    - Alticola | Microtus | Arborimus | Arvicola | Blanfordimys | Caryomys | Chionomys | Dicrostonyx | Dinaromys + | Ellobius | Eolagurus | Eothenomys | Hyperacrius | Lagurus + | Lasiopodomys | Lemmiscus + | Lemmus | Myodes | Myopus + | Neodon | Neofiber + | Ondatra + | Phaiomys + | Phenacomys | Proedromys + | Prometheomys | Synaptomys | Volemys 

  - Sub-família Lophiomyinae
    - Lophiomys + 

  - Sub-família Neotominae
    - Baiomys | Habromys | Reithrodontomys | Hodomys + | Isthmomys | Megadontomys | Nelsonia | Neotoma | Neotomodon + | Ochrotomys + | Onychomys | Osgoodomys + | Peromyscus | Podomys + | Scotinomys | Xenomys +

  - Sub-família Sigmodontinae
    - Juscelinomys | Kunsia | Lenoxus + | Loxodontomys | Lundomys + | Megalomys | Megaoryzomys + | Melanomys | Microakodontomys + | Abrawayaomys + | Abrothrix | Aepeomys | Akodon | Amphinectomys | Andinomys | Auliscomys | Bibimys | Blarinomys + | Brucepattersonius | Calomys | Chelemys | Chibchanomys | Chilomys + | Chinchillula + | Delomys | Deltamys + | Eligmodontia | Euneomys | Galenomys | Geoxus + | Graomys | Handleyomys | Holochilus | Ichthyomys | Irenomys + | Juliomys | Microryzomys | Neacomys | Necromys | Nectomys | Neotomys | Nesoryzomys | Neusticomys | Noronhomys + | Notiomys + | Oecomys | Oligoryzomys | Oryzomys | Oxymycterus | Paralomys + | Pearsonomys + | Phaenomys + | Phyllotis | Podoxymys + | Pseudoryzomys + | Punomys | Reithrodon | Rhagomys | Rheomys | Rhipidomys | Salinomys + | Scapteromys | Scolomys | Sigmodon | Sigmodontomys | Tapecomys + | Thalpomys | Thomasomys | Wiedomys + | Wilfredomys + | Zygodontomys

  - Sub-família Cricetinae
    - Allocricetulus | Cansumys + | Cricetulus | Cricetus + | Mesocricetus | Phodopus | Tscherskia + | Nyctomys +

  - Sub-família Tylomyinae
    - Otonyctomys | Tylomys

- Família Muridae
  - Sub-família Deomyinae
    - Acomys | Deomys + | Lophuromys | Uranomys+

  - Sub-família Gerbillinae
    - Psammomys | Rhombomys + | Sekeetamys + | Tatera + | Taterillus | Ammodillus + | Brachiones + | Desmodilliscus + | Desmodillus + | Dipodillus | Gerbilliscus | Gerbillus | Meriones | Microdillus + | Pachyuromys +

  - Sub-família Murinae
    - Myomyscus | Nesokia | Nesoromys + | Praomys | Protochromys + | Abditomys + | Abeomelomys + | Aethomys | Anisomys + | Anonymomys + | Apodemus | Apomys | Archboldomys | Arvicanthis | Bandicota | Batomys | Berylmys | Bullimus | Bunomys | Carpomys | Chiromyscus + | Chiropodomys | Chiruromys | Chrotomys | Coccymys | Colomys + | Conilurus | Coryphomys + | Crateromys | Cremnomys | Crossomys + | Crunomys | Dacnomys + | Dasymys | Dephomys | Desmomys | Diomys + | Diplothrix + | Echiothrix | Eropeplus + | Golunda + | Grammomys | Hadromys | Haeromys | Hapalomys | Heimyscus + | Hybomys | Hydromys | Hylomyscus | Hyomys | Kadarsanomys + | Komodomys + | Lamottemys + | Leggadina | Lemniscomys | Lenomys + | Lenothrix + | Leopoldamys | Leporillus | Leptomys | Limnomys | Lorentzimys + | Macruromys | Madromys + | Malacomys | Mallomys | Malpaisomys + | Mammelomys | Margaretamys | Mastacomys + | Mastomys | Maxomys | Melasmothrix + | Melomys | Mesembriomys | Micaelamys | Microhydromys | Micromys + | Millardia | Muriculus + | Mus | Mylomys | Nilopegamys + | Niviventer | Notomys | Oenomys | Palawanomys + | Papagomys | Parahydromys + | Paraleptomys | Paruromys + | Paulamys + | Pelomys | Phloeomys | Pithecheir | Pithecheirops + | Pogonomelomys | Pogonomys | Pseudohydromys | Pseudomys | Rattus | Rhabdomys + | Rhabdomys + | Rhagamys | Rhynchomys | Solomys | Sommeromys + | Spelaeomys + | Srilankamys + | Stenocephalemys | Stochomys + | Sundamys | Taeromys | Tarsomys | Tateomys | Thallomys | Thamnomys | Tokudaia | Tryphomys + | Uromys | Vandeleuria | Vernaya + | Xenuromys + | Xeromys + | Zelotomys | Zyzomys

  - Sub-família Leimacomyinae
    - Leimacomys +

  - Sub-família Otomyinae
    - Myotomys | Otomys | Parotomys

- Família Platacanthomyidae
  - Platacanthomys + | Typhlomys +

- Família Spalacidae
  - Eospalax | Myospalax | Cannomys + | Rhizomys | Spalax | Tachyoryctes

- Família Calomyscidae
  - Calomyscus

- Família Anomaluridae
  - Anomalurus | Idiurus | Zenkerella +

- Família Pedetidae
  - Pedetes

- Família Ctenodactylidae
  - Ctenodactylus | Felovia + | Massoutiera + | Pectinator +

- Família Bathyergidae
  - Bathyergus | Cryptomys | Georychus + | Heliophobius + | Heterocephalus +

- Família Hystricidae
  - Atherurus | Hystrix | Trichys +

- Família Petromuridae
  - Petromus +

- Família Ctenomyidae
  - Ctenomys

- Família Echimyidae
  - Phyllomys | Callistomys + | Diplomys | Echimys | Isothrix | Makalata | Carterodon + | Clyomys | Euryzygomatomys + | Hoplomys + | Lonchothrix + | Mesomys | Proechimys | Thrichomys | Trinomys | Dactylomys | Kannabateomys + | Olallamys | Boromys | Heteropsomys

- Família Thryonomyidae
  - Thryonomys

- Família Erethizontidae
  - Chaetomys + | Coendou | Echinoprocta + | Erethizon + | Sphiggurus

- Família Chinchillidae
  - Chinchilla | Lagidium | Lagostomus

- Família Dinomyidae
  - Dinomys +

- Família Caviidae
  - Cavia | Galea | Microcavia | Dolichotis | Hydrochoerus | Kerodon

- Família Dasyproctidae
  - Dasyprocta | Myoprocta

- Família Cuniculidae
  - Cuniculus

- Família Octodontidae
  - Aconaemys | Octodon | Octodontomys + | Octomys + | Pipanacoctomys + | Salinoctomys + | Spalacopus + | Tympanoctomys +

- Família Abrocomidae
  - Abrocoma | Cuscomys

- Família Myocastoridae
  - Myocastor +

- Família Capromyidae
  - Capromys | Geocapromys | Mesocapromys | Mysateles | Hexolobodon + | Isolobodon | Plagiodontia | Rhizoplagiodontia+

- Família Heptaxodontidae
  - Clidomys + | Amblyrhiza + | Elasmodontomys + | Quemisia +

## OrdemLagomorpha
- Família Ochotonidae
  - Ochotona

- Família Prolagidae
  - Prolagus +

- Família Leporidae
  - Brachylagus + | Bunolagus + | Caprolagus + | Lepus | Sylvilagus | Nesolagus | Oryctolagus + | Pentalagus + | Poelagus + | Pronolagus | Romerolagus +

## OrdemErinaceomorpha
- Família Erinaceidae
  - Atelerix | Erinaceus | Hemiechinus | Mesechinus | Paraechinus | Echinosorex + | Hylomys | Neohylomys + | Neotetracus + | Podogymnura

## OrdemSoricomorpha
- Família Nesophontidae
  - Nesophontes

- Família Solenodontidae
  - Solenodon

- Família Soricidae
  - Sub-família Crocidurinae
    - Crocidura | Solisorex + | Suncus | Diplomesodon + | Feroculus + | Paracrocidura | Ruwenzorisorex + | Scutisorex + | Sylvisorex

  - Sub-família Soricinae
    - Sorex | Anourosorex | Blarinella | Blarina | Cryptotis | Chimarrogale | Chodsigoa | Episoriculus | Nectogale | Neomys | Nesiotites | Soriculus | Megasorex | Notiosorex 

  - Sub-família Myosoricinae
    - Congosorex | Myosorex | Surdisorex

- Família Talpidae
  - Condylura + | Parascalops + | Scalopus + | Scapanulus + | Scapanus | Desmana + | Galemys + | Neurotrichus + | Scaptonyx + | Euroscaptor | Mogera | Parascaptor + | Scaptochirus + | Talpa | Dymecodon + | Urotrichus + | Uropsilus

## OrdemChiroptera
- Família Pteropodidae
  - Acerodon | Aethalops | Alionycteris + | Aproteles + | Balionycteris + | Casinycteris + | Chironax + | Cynopterus | Dobsonia | Dyacopterus | Eidolon | Eonycteris | Epomophorus | Epomops | Pteropus | Rousettus | Haplonycteris | Hypsignathus + | Latidens + | Lissonycteris + | Macroglossus | Megaerops | Megaloglossus + | Melonycteris | Micropteropus | Myonycteris | Nanonycteris + | Neopteryx + | Notopteris | Nyctimene | Otopteropus + | Paranyctimene | Penthetor + | Plerotes + | Ptenochirus | Pteralopex | Scotonycteris | Sphaerias + | Styloctenium + | Syconycteris | Thoopterus

- Família Rhinolophidae
  - Rhinolophus

- Família Hipposideridae
  - Anthops + | Asellia | Aselliscus | Cloeotis + | Coelops | Hipposideros | Paracoelops + | Rhinonicteris + | Triaenops

- Família Megadermatidae
  - Megaderma | Cardioderma + | Lavia + | Macroderma +

- Família Rhinopomatidae
  - Rhinopoma

- Família Phyllostomidae
  - Lophostoma | Macrophyllum + | Macrotus | Micronycteris | Chrotopterus + | Glyphonycteris | Lampronycteris + | Lonchorhina | Mimon | Neonycteris + | Phylloderma + | Phyllostomus | Tonatia | Trachops + | Trinycteris + | Vampyrum + | Artibeus | Centurio + | Ametrida + | Ardops + | Ariteus + | Chiroderma | Ectophylla + | Enchisthenes + | Mesophylla + | Phyllops + | Platyrrhinus | Pygoderma + | Sphaeronycteris + | Stenoderma + | Uroderma | Vampyressa | Vampyrodes + | Sturnira | Desmodus + | Diaemus + | Diphylla + | Brachyphylla | Erophylla | Phyllonycteris | Anoura | Choeroniscus | Choeronycteris + | Glossophaga | Hylonycteris + | Leptonycteris | Monophyllus | Musonycteris + | Scleronycteris | Lionycteris + | Lonchophylla | Platalina + | Carollia | Rhinophylla

- Família Craseonycteridae
  - Craseonycteris +

- Família Emballonuridae
  - Saccolaimus | Taphozous | Balantiopteryx | Centronycteris | Coleura | Cormura + | Cyttarops + | Diclidurus | Emballonura | Mosia + | Peropteryx | Rhynchonycteris + | Saccopteryx

- Família Nycteridae
  - Nycteris

- Família Myzopodidae
  - Myzopoda +

- Família Mystacinidae
  - Mystacina

- Família Molossidae
  - Mops | Chaerephon | Cheiromeles | Cynomops | Eumops | Molossops | Molossus | Mormopterus | Myopterus | Nyctinomops | Otomops | Platymops + | Promops | Sauromys + | Tadarida | Tomopeas +

- Família Vespertilionidae
  - Eptesicus | Arielulus | Hesperoptenus | Scotophilus | Scotorepens | Nycticeinops + | Nycticeius | Rhogeessa | Scoteanax + | Scotoecus | Scotomanes + | Nyctophilus | Pharotis + | Lasiurus | Pipistrellus | Scotozous + | Glischropus | Nyctalus | Barbastella | Corynorhinus | Euderma + | Idionycteris + | Otonycteris + | Plecotus | Neoromicia | Chalinolobus | Eudiscopus + | Falsistrellus | Glauconycteris | Histiotus | Hypsugo | Ia + | Laephotis | Mimetillus + | Philetor + | Tylonycteris | Vespadelus | Vespertilio | Antrozous + | Bauerus + | Cistugo | Lasionycteris + | Myotis | Miniopterus | Harpiocephalus | Murina | Kerivoula | Phoniscus

- Família Mormoopidae
  - Mormoops | Pteronotus

- Família Noctilionidae
  - Noctilio

- Família Furipteridae
  - Amorphochilus + | Furipterus +

- Família Thyropteridae
  - Thyroptera

- Família Natalidae
  - Chilonatalus | Natalus | Nyctiellus +

## OrdemPholidota
- Família Manidae
  - Manis

## OrdemCarnivora
- Família Felidae
  - Acinonyx + | Caracal + | Catopuma | Felis | Leopardus | Leptailurus + | Lynx | Pardofelis + | Prionailurus | Profelis + | Puma | Neofelis + | Panthera | Uncia + | Herpailurus

- Família Viverridae
  - Prionodon | Civettictis + | Genetta | Poiana | Viverra | Viverricula + | Arctictis + | Arctogalidia + | Macrogalidia + | Paguma + | Paradoxurus | Chrotogale + | Cynogale + | Diplogale + | Hemigalus +

- Família Eupleridae
  - Cryptoprocta + | Eupleres + | Fossa + | Galidia + | Galidictis | Mungotictis + | Salanoia +

- Família Nandiniidae
  - Nandinia +

- Família Herpestidae
  - Atilax + | Bdeogale | Crossarchus | Cynictis + | Dologale + | Galerella | Helogale | Herpestes | Ichneumia + | Liberiictis + | Mungos | Paracynictis + | Rhynchogale + | Suricata +

- Família Hyaenidae
  - Crocuta + | Hyaena | Proteles +

- Família Canidae
  - Vulpes | Atelocynus + | Canis | Cerdocyon + | Chrysocyon + | Cuon + | Dusicyon + | Lycalopex | Lycaon + | Nyctereutes + | Otocyon + | Speothos + | Urocyon

- Família Odobenidae
  - Odobenus +

- Família Phocidae
  - Cystophora + | Erignathus + | Halichoerus + | Histriophoca + | Hydrurga + | Leptonychotes + | Lobodon + | Mirounga | Monachus | Ommatophoca + | Pagophilus + | Phoca | Pusa

- Família Mustelidae
  - Mustela | Arctonyx + | Eira + | Galictis | Gulo + | Ictonyx | Lyncodon + | Martes | Meles | Mellivora + | Melogale | Neovison | Poecilogale + | Taxidea + | Vormela + | Aonyx | Enhydra + | Hydrictis + | Lontra | Lutra | Lutrogale + | Pteronura +

- Família Ursidae
  - Ailuropoda + | Helarctos + | Melursus + | Tremarctos + | Ursus

- Família Otariidae
  - Arctocephalus | Callorhinus + | Eumetopias + | Neophoca + | Otaria + | Phocarctos + | Zalophus

- Família Mephitidae
  - Conepatus | Mephitis | Mydaus | Spilogale

- Família Procyonidae
  - Bassaricyon | Bassariscus | Nasua | Nasuella + | Potos + | Procyon

- Família Ailuridae
  - Ailurus +

## OrdemPerissodactyla
- Família Equidae
  - Equus

- Família Tapiridae
  - Tapirus

- Família Rhinocerotidae
  - Ceratotherium + | Dicerorhinus + | Diceros + | Rhinoceros

## OrdemArtiodactyla
- Família Suidae
  - Sus | Babyrousa | Phacochoerus | Hylochoerus + | Potamochoerus

- Família Tayassuidae
  - Catagonus + | Pecari + | Tayassu +

- Família Hippopotamidae
  - Hexaprotodon + | Hippopotamus +

- Família Camelidae
  - Camelus | Lama | Vicugna

- Família Bovidae
  - Sub-família Antilopinae
    - Neotragus | Oreotragus + | Ammodorcas + | Antidorcas + | Antilope + | Dorcatragus + | Eudorcas | Gazella | Litocranius + | Madoqua | Nanger | Ourebia + | Procapra | Raphicerus | Saiga

  - Sub-família Bovinae
    - Taurotragus | Tetracerus + | Tragelaphus | Bison | Bos | Boselaphus + | Bubalus | Pseudoryx + | Syncerus + 

  - Sub-família Reduncinae
    - Kobus | Pelea + | Redunca

  - Sub-família Aepycerotinae
    - Aepyceros +

  - Sub-família Alcelaphinae
    - Alcelaphus | Beatragus + | Connochaetes | Damaliscus

  - Sub-família Caprinae
    - Ammotragus + | Budorcas + | Capra | Capricornis | Hemitragus | Nemorhaedus | Oreamnos + | Ovibos + | Ovis | Pantholops + | Pseudois | Rupicapra

  - Sub-família Cephalophinae
    - Cephalophus | Philantomba | Sylvicapra + 

  - Sub-família Hippotraginae
    - Addax + | Hippotragus | Oryx

- Família Tragulidae
  - Hyemoschus + | Moschiola + | Tragulus

- Família Moschidae
  - Moschus

- Família Cervidae
  - Alces | Blastocerus + | Capreolus | Hippocamelus | Mazama | Odocoileus | Pudu | Rangifer + | Axis | Cervus | Dama + | Elaphodus + | Elaphurus + | Muntiacus | Przewalskium + | Rucervus | Rusa | Hydropotes +

- Família Antilocapridae
  - Antilocapra +

- Família Giraffidae
  - Giraffa + | Okapia +

## OrdemCetacea

### (Mysticeti)
- Família Balaenidae
  - Balaena + | Eubalaena

- Família Balaenopteridae
  - Balaenoptera | Megaptera +

- Família Eschrichtiidae
  - Eschrichtius +

- Família Neobalaenidae
  - Caperea +

### (Odontoceti)
- Família Delphinidae
  - Cephalorhynchus | Delphinus | Feresa + | Globicephala | Grampus + | Lagenodelphis + | Lagenorhynchus | Lissodelphis | Orcaella + | Orcinus + | Peponocephala + | Pseudorca + | Sotalia + | Sousa (gênero) | Stenella | Tursiops | Steno +

- Família Monodontidae
  - Delphinapterus + | Monodon +

- Família Phocoenidae
  - Neophocaena + | Phocoena | Phocoenoides +

- Família Ziphiidae
  - Tasmacetus + | Ziphius + | Berardius | Hyperoodon | Indopacetus + | Mesoplodon

- Família Physeteridae
  - Kogia | Physeter + | Platanista

- Família Iniidae
  - Inia + | Lipotes + | Pontoporia +

## Referência
- Mammal Species of the World (acedido em 14 Dezembro 2006)